# Disney Resort Line

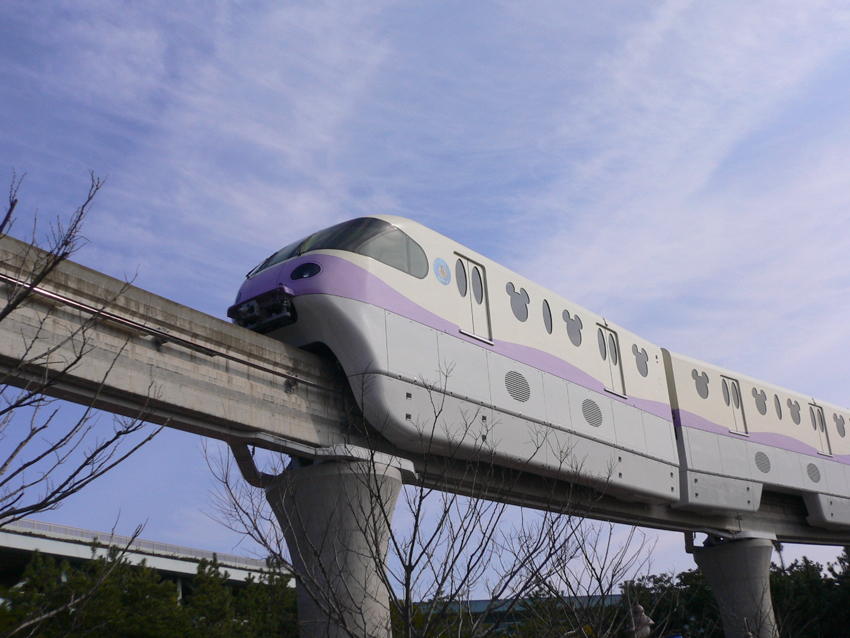
De Disney Resort Line

De Disney Resort Line (ディズニーリゾートライン, Dizunī Rizōto Rain, officieel ディズニーリゾートライン線, Dizunī Rizōto Rain-sen ; Disney Resort Line-lijn) is een geautomatiseerde monorail die Station Maihama en Tokyo Disney Resort met elkaar verbindt. Het systeem wordt beheerd door Maihama Resort Line (舞浜リゾートライン, Maihama Rizōto Rain) en gesubsidieerd door The Oriental Land Company, de eigenaar van Tokyo Disney Resort. Officieel is de Disney Resort Line een spoorlijn, net als gewone openbare lijnen.
In de praktijk fungeert de lijn als een attractie van Tokyo Disney Resort. Alle stations liggen binnen het eigendom van The Oriental Land Company, om te voorkomen dat advertenties het uitzicht van Tokyo Disney Resort zouden verpesten.